# Dobruška-Pulice
Dobruška-Pulice (czeski: Železniční zastávka Dobruška-Pulice) – przystanek kolejowy w miejscowości Dobruška, w kraju hradeckim, w Czechach. Znajduje się na wysokości 285 m n.p.m.
Jest obsługiwany i zarządzany przez České dráhy. Na przystanku nie ma możliwości zakupu biletów, a obsługa podróżnych odbywa się w pociągu.

## Linie kolejowe
- 028 Opočno pod Orlickými horami - Dobruška